# Ali bin Al-Hussein
Ali bin Al-Hussein (arabiska: امیر علی بن حسین), född 23 december 1975 i Amman, är prins av Jordanien och Hussein av Jordaniens (1935–1999) tredje son. Ali är enda sonen till Hussein och drottning Alia som dog i en helikopterolycka 1977, när prins Ali var två år.

## Utbildning
Prins Ali har genomgått både akademisk och militär utbildning i England. Han avlade sedan examen på Salisbury School i Connecticut i USA, där han gjorde sig känd som en duktig brottare. Han avslutade sina studier med en examen vid Princeton University. Därefter blev han officer på den kungliga militära akademin i brittiska Sandhurst.
Han fick i 1999 uppdraget som befälhavare för sin halvbror kung Abdullahs säkerhetsstyrkor.

## Karriären som fotbollsledare
Prins Ali övertog ledningen i det jordanska fotbollsförbundet 1999. Han är även en av grundarna av och president i det västasiatiska fotbollsförbundet, ett förbund som under hans ledning har vuxit till att innefatta 13 länder.
2011 valdes Al-Hussein in som Asiens representant i det internationella fotbollsförbundet FIFA:s exekutiva kommitté och som en av FIFA:s vice presidenter. Han verkade för att få bort FIFA:s förbud mot att damer skulle få använda hijab när de spelar fotboll. Han var efter flera kandidaters avhopp ensam utmanare till Sepp Blatter i valet om posten som president för FIFA vid kongressen 2015 i Zürich. En mutskandal gjorde att flera länder, bland annat de flesta europeiska förbunden, ville se Blatters avgång och stödde prins Ali. Prins Ali förlorade dock valet och Blatter valdes till Fifa-president för ytterligare fyra år. Al-Hussein är åter en av kandidaterna till att efterfölja Blatter på posten som Fifa-ordförande som stängdes av kort efter att han blev vald.

## Familj och släkt
Prins Ali är gift med den algeriskfödda Rym Brahimi (prinsessan Rym al-Ali), före detta journalist för CNN i Irak. Paret har två barn. Prins Ali har åtta halvsyskon. Halvbrodern, prins Faisal, sitter i flera av IOK:s kommittéer och blev ledamot i IOK 2010. Prins Ali har en adoptivsyster och en helsyster, prinsessan Haya, som under åtta år var IOK-ledamot. Hon var 2006–2014 president för Internationella ridsportförbundet och har representerat Jordanien i internationella hästhoppningstävlingar, bland annat i OS 2000. Hon var gift med Mohammed bin Rashid Al Maktoum, emir av Dubai.
Prins Ali tillhör den hashimitiska dynastin och uppges vara den 43:e generationens direkta ättling till profeten Muhammed.